# João Evangelista (político)
João Evangelista Serra dos Santos, mais conhecido como João Evangelista (São João Batista, 3 de junho de 1957 – São Luís, 15 de maio de 2010) foi um político brasileiro. Ele foi deputado estadual (1995–2010), vereador de São Luís e presidente da Assembleia Legislativa (2005–2009). É pai de Neto Evangelista.
Foi eleito vereador de São Luís em 1988 e reeleito em 1992. 
Foi eleito por quatro vezes deputado estadual. 